# すのはら荘の管理人さん
『すのはら荘の管理人さん』（すのはらそうのかんりにんさん）は、ねこうめによる日本の漫画作品。『まんが4コマぱれっと』（一迅社）にて、2014年7月号より休刊号の2022年4月号まで連載。その後『月刊ComicREX』（同）に移籍し、2022年5月号より同年10月号まで連載。2018年5月現在、累計発行部数は紙媒体と電子媒体を合わせて35万部を突破している。作中において一年が経過した52話からは形態がワイド4コマに改められ、登場人物の絵柄も比較的リアルな描写へと変更された。

## あらすじ
男らしくなりたい椎名亜樹は、中学入学を機に上京し学生寮である「すのはら荘」へ入寮するが、そこで待っていたのは、いろいろと大きくて柔らかい管理人の春原彩花と女子ばかりの先輩3人だった。

## 登場人物
「声」は、第2巻特装版収録のドラマCD、第3巻発売記念PV、テレビアニメ版の声優を示す。
春原 彩花（すのはら あやか）
声 - 佐藤利奈
すのはら荘の管理人。スタイルは抜群で、家事全般も得意で誰にでも親切。
中学時代には胸が大きくて色々と困っていた。
亜樹のことを（心中を察しながらも）男扱いせず、自分の胸を揉ませたり、密着して困らせるなどいたずら好きな一面もある。
また酒に弱く酔うとキス魔になり、すのはら荘の女性陣を襲うほど。
管理人の仕事は今年からであり、祖母が入院したため代わりに行っている。
すのはら荘を一人で切り盛りしたり、25メートルのプールを何回往復しても息一つ切らさず、見た目からは想像出来ない程の怪力の持ち主である等、かなりの体力の持ち主。
椎名 亜樹（しいな あき）
声 - 喜多村英梨
少年。中性的な見た目のせいで男扱いされない。中学生。姉がいる。
男らしくなりたいと棚町中学への入学を機に静岡から上京して、すのはら荘へ入寮する。
管理人の彩花をはじめ周りが女子ばかりで、なおかつ自身をあまり異性として意識してくれないという状況に多感な時期ということもあって困惑する。多感ではあるが、女子の露骨な誘惑に負けないなど、意思は強い。一方で彩花に関しては満更でもなかったり、彼女に良いところを見せて両想いになろうと奮闘する。可愛いもの好きだが、それを気取られまいと結果空回りすることがある。姉がいるが過去のトラウマからかその話題には敏感になっている。サンタの存在を信じている。
雪本 柚子（ゆきもと ゆず）
声 - 高森奈津美
すのはら荘の住人。身長135センチメートル。棚町中学の生徒会長。
背が低いのをごまかすために頭にはカチューシャを着用しており、他にもいろいろと小さいことがコンプレックス。
成績は優秀で人望も厚い。
少女漫画が好き。苦手なものは虫全般。料理はできないが野菜の皮を剥くくらいのことはできる。
亜樹に対しては高飛車に接する反面、住人の中では唯一異性として意識しているが、それをあからさまに言及することはない。恋愛話や怖い話。
月見里 菫（やまなし すみれ）
声 - 瀬戸麻沙美
すのはら荘の住人。棚町中学の生徒会副会長。スタイルが良くクールな性格。しかし、実は小さくて可愛いものが大好き。自分には似合わないと思っているため、周囲には可愛いもの好きであることを隠している。
亜樹に対してはトイレにまでついてくるなどあまり異性として意識していないが、先輩としてアドバイスすることもある。
風見 ゆり（かざみ ゆり）
声 - 宮本侑芽
すのはら荘の住人。棚町中学の生徒会書記。いつも笑顔を絶やさない反面、何かを企んでいることも多く柚子と菫のやり取りを見てはよからぬ妄想をしている。服作りが趣味。
亜樹に女装をさせて、その写真を撮っており異性として意識していない。
春原 菜々（すのはら なな）
声 - 佐倉綾音
彩花の妹で高校生。以前はすのはら荘に住んでいた。
彩花同様スタイル抜群で常にハイテンションの日焼けギャルだが、中学時代は生徒会長であり成績も優秀だった。亜樹をからかうのが好きで、そのことで彩花と張り合うこともあるが姉妹仲はとても良い。柚子の先輩に当たり何かとちょっかいを出している。茉莉とは対立している。すっぴんを見られて恥ずかしがるなど、少しは亜樹のことを異性として意識しているそぶりも見せている。
アニメ版では苺愛と舞子共々登場が原作より大幅に早められ、第1話から登場。
内藤 苺愛（うちふじ めあ）
声 - 長妻樹里
菜々の高校の同級生。通称：うちふじ。アニメ版では初対面の亜樹を男だと見抜いた数少ない人物で彩花のようなスキンシップを取っている。
小薗井 舞子（おそのい まいこ）
声 - 中島愛
菜々の高校の同級生。通称：マイ。年下の男の子が大好きなショタコン。
椎名 茉莉（しいな まつり）
声 - 茅野愛衣
亜樹の姉。亜樹を溺愛するあまり妹のように扱ったり、彼を「私の可愛い妹」と称するなど過保護かつ過干渉で、しっかり者の性格のようだが子供っぽい一面も強い。すのはら荘に「愛の力」で辿り着くが、一度路地裏に入り込むと戻れなくなるなど、やや方向音痴のきらいがある。亜樹を連れ戻すべくすのはら荘へやって来るが、彩花とどちらが亜樹の世話ができるかの勝負に敗れてしまい、一旦は引き下がるが、あきらめてはいないようである。菜々と同じ高校へ転校してきており彼女とは何かと対立している。衣装づくりを通してゆりと親しくなる。
八穂 錦（やつほ にしき）
声 - 伊藤静
商店街にある八穂酒店の店主で祖父の代から続く店を切り盛りしている。彩花とは親しい間柄で一緒に酒を飲んだり、イベントの手伝いをしてもらったりしている。

## 書誌情報
- ねこうめ 『すのはら荘の管理人さん』 一迅社〈4コマKINGSぱれっとコミックス〉、全8巻
  1. 2015年6月22日発売[26]、ISBN 978-4-7580-8238-9
  2. 2016年7月22日発売[27][28]、ISBN 978-4-7580-8268-6 / ISBN 978-4-7580-8269-3（特装版）
  3. 2017年11月22日発売[29]、ISBN 978-4-7580-8299-0
  4. 2018年9月21日発売[30]、ISBN 978-4-7580-8314-0
  5. 2019年10月23日発売[31][32]、ISBN 978-4-7580-8335-5 / ISBN 978-4-7580-8336-2（特装版）
  6. 2020年10月22日発売[33]、ISBN 978-4-7580-8354-6
  7. 2021年10月21日発売[34]、ISBN 978-4-7580-8373-7
  8. 2022年10月27日発売[35][36]、ISBN 978-4-7580-8381-2 / ISBN 978-4-7580-8382-9（特装版）

## テレビアニメ
2017年11月22日に発売される原作コミックス第3巻の発売記念PVにてTVアニメ化が発表され、2018年7月より9月までAT-Xほかにて放送された。

### スタッフ
- 原作 - ねこうめ[37]
- 総監督 - 大沼心[37]
- 監督 - 湊未來[37]
- 助監督 - 井上圭介[37]
- シリーズ構成 - 志茂文彦[37]
- キャラクターデザイン - 平田和也[37]
- 総作画監督 - 平田和也、山吉一幸（第7話）
- 美術監督 - 前田実
- 美術設定 - 前田実、上野比呂美
- 色彩設計 - 平間夏美
- 撮影監督 - 新谷優子
- 3D監督 - 北村浩久
- 編集 - 坪根健太郎
- 音響監督 - 亀山俊樹[38]
- 音楽 - 川田瑠夏[37]
- 音楽制作 - フライングドッグ[37]
- 音楽プロデューサー - 佐藤正和、永原洋子
- プロデューサー - 神部裕彦、金子逸人、渡瀬昌太、今川寛隆、鈴木海斗、石橋諒一、伊藤将生
- アニメーションプロデューサー - 清水優人
- アニメーション制作 - SILVER LINK.[37]
- 製作 - すのはら荘の管理人さん製作委員会（bilibili、一迅社、シルバーリンク、創通、エー・ティー・エックス、フライングドッグ、DMM pictures）

### 主題歌
「Bitter Sweet Harmony」
中島愛によるオープニングテーマ。作詞・作曲・編曲はkz。
「そんなの僕じゃない。」
下地紫野によるエンディングテーマ。作詞は岩里祐穂、作曲・編曲は白戸佑輔。
「いつか」
下地紫野による挿入歌。作詞は岩里祐穂、作曲は白戸佑輔、編曲は川田瑠夏。

### 各話リスト
| 話数 | サブタイトル               | 脚本     | 絵コンテ | 演出           | 作画監督                                                       |
| ---- | -------------------------- | -------- | -------- | -------------- | -------------------------------------------------------------- |
| #1   | はるかぜ 上京 管理人さん   | 志茂文彦 | 湊未來   | 井上圭介       | 髙橋瑞紀                                                       |
| #2   | 特訓 ちょきちょき 怖いもの | 永井真吾 | 伊部勇志 | 伊部勇志       | 今田茜 水崎健太                                                |
| #3   | 先輩 お着替え おとこのこ   | 山田由香 | 井上圭介 | 五味伸介       | 五味伸介 西尾聡美                                              |
| #4   | 梅雨いり けっこん 膝枕     | 志茂文彦 | 伊藤浩二 | 伊藤浩二       | 福地和浩 藁科将人 青木真理子 澤入祐樹 古谷梨絵 水崎健太 山口菜 |
| #5   | 西瓜 せんせー 酔っぱらい   | 山田由香 | 小寺勝之 | ほりうちゆうや | 澤入祐樹 古谷梨絵 水崎健太 寿夢龍 前原薫 秋田英人              |
| #6   | じぇーけー 水着 夏休み     | 永井真吾 | 湊未來   | 伊部勇志       | 今田茜 久松沙紀 佐藤香織 髙橋瑞紀                              |
| #7   | お化け 宿題 まっさーじ     | 志茂文彦 | 井上圭介 | 井上圭介       | 正木優太 服部憲知 和田賢人 吉田肇 川口弘明                     |
| #8   | みみかき 迷子 打ち上げ花火 | 永井真吾 | 二瓶勇一 | 五味伸介       | 西尾聡美 水崎健太 今田茜 佐藤香織 髙橋瑞紀 藤田亜耶乃          |
| #9   | やきいも 看病 看板むすめ   | 永井真吾 | 河村智之 | ほりうちゆうや | 古谷梨絵 秋田英人 薮田希祐 藁科将人 寿夢龍                     |
| #10  | 仮装 ぺんぎん 姉ごっこ     | 山田由香 | 二瓶勇一 | 伊部勇志       | 佐藤香織 今田茜 水崎健太 重国浩子 本田創一                     |
| #11  | 襲来 べた甘 おもてなし     | 永井真吾 | 伊藤浩二 | 伊藤浩二       | 高橋敦子 秋田英人 古谷梨絵 藁科将人 若山政志 櫻井司            |
| #12  | こたつ 年末 サンタさん     | 志茂文彦 | 湊未來   | 井上圭介       | 髙橋瑞紀 今田茜 水崎健太 竹森由加                              |

### 放送局
| 放送期間               | 放送時間           | 放送局   | 対象地域 | 備考                                 |
| ---------------------- | ------------------ | -------- | -------- | ------------------------------------ |
| 2018年7月5日 - 9月20日 | 木曜 21:00 - 21:30 | AT-X     | 日本全域 | 製作参加 / CS放送 / リピート放送あり |
|                        | 木曜 22:30 - 23:00 | TOKYO MX | 東京都   |                                      |
|                        | 木曜 23:00 - 23:30 | BS11     | 日本全域 | BS放送 / 『ANIME+』枠                |

| 配信期間      | 配信時間         | 配信サイト                                                                                        |
| ------------- | ---------------- | ------------------------------------------------------------------------------------------------- |
| 2018年7月5日  | 木曜 22:00 更新  | dアニメストア                                                                                     |
| 2018年7月8日  | 日曜 22:00 更新  | GYAO! Amazon Prime Video ニコニコチャンネル FOD ひかりTV ビデオマーケット Rakuten TV あにてれ dTV |
| 2018年7月9日  | 月曜 0:30 - 1:00 | AbemaTV                                                                                           |
|               | 月曜 10:00 更新  | DMM.com                                                                                           |
|               | 月曜 12:00 更新  | U-NEXT アニメ放題                                                                                 |
| 2018年7月15日 | 日曜 22:00 更新  | バンダイチャンネル ビデオパス milplus J:COMオンデマンド HAPPY!動画                                |

### BD / DVD
| 巻 | 発売日         | 収録話          | 規格品番  | 規格品番  |
| 巻 | 発売日         | 収録話          | BD        | DVD       |
| -- | -------------- | --------------- | --------- | --------- |
| 1  | 2018年9月28日  | 第1話 - 第3話   | DMPXA-020 | DMPBA-034 |
| 2  | 2018年10月26日 | 第4話 - 第6話   | DMPXA-021 | DMPBA-035 |
| 3  | 2018年11月30日 | 第7話 - 第9話   | DMPXA-022 | DMPBA-036 |
| 4  | 2018年12月21日 | 第10話 - 第12話 | DMPXA-023 | DMPBA-037 |